# Gran Alianza por la Unidad Nacional
Die Gran Alianza por la Unidad Nacional (GANA) ist eine el-salvadorianische Partei. Die Partei ist eine gemäßigte Abspaltung der rechtsgerichteten Alianza Republicana Nacionalista (ARENA), die 2010 von enttäuschten Mitgliedern dieser Partei gegründet wurde.
Bei der Präsidentschaftswahl 2019 stellte die GANA Nayib Bukele als Kandidaten auf, dessen Wahlsieg beendete das bisherige Zweiparteiensystem zwischen der ARENA und der linken Frente Farabundo Martí para la Liberación Nacional (FLMN). Bukele tritt seit 2021 als Kandidat der Nuevas Ideas an. Die GANA ist seit der Parlamentswahl vom 4. Februar 2024 nicht mehr in der Legislativversammlung von El Salvador vertreten.